# Sauria
Sauria — клада що традиційно була підрядом ящірок до якого до 1800 року входили також крокодили. Пізніше кладу було переозначено як групу, що містить останнього спільного предка архозаврів (таких як крокодили, динозаври тощо) і лепідозаврів (ящірок, гатерій тощо), а також усіх його нащадків. Нещодавні геномні дослідження та комплексні дослідження скам'янілостей свідчать про те, що черепахи тісно пов'язані саме з архозаврами. У такому разі Sauria включає всіх сучасних рептилій (включаючи птахів, різновид архозаврів), а також різні вимерлі групи.